# Parthenicus pilipes
Parthenicus pilipes är en insektsart som beskrevs av Knight 1968. Parthenicus pilipes ingår i släktet Parthenicus och familjen ängsskinnbaggar. Inga underarter finns listade i Catalogue of Life.